# Base de données mondiale des marques
La Base de données mondiale des marques (Global Brand Database) est une base de données gratuite en ligne, développée et maintenue par l'Organisation mondiale de la propriété intellectuelle. Il s’agit d’une ressource mondiale d’informations sur les marques, offrant aux utilisateurs l’accès à une vaste collection de registres de marques internationales. La base de données offre des informations précieuses et des outils de recherche pour aider les propriétaires de marques, les professionnels et les chercheurs à protéger et à gérer les marques dans le monde entier. Elle permet de faire des enquêtes relatives aux marques, la mise en place d'activités de surveillance et d'application des marques, l'identification des conflits potentiels, le suivi des demandes et des enregistrements de marques et la possibilité de prendre les mesures juridiques nécessaires pour protéger les droits de propriété intellectuelle. Les chercheurs et les décideurs politiques utilisent également la base de données en accédant aux données sur les marques à des fins d’analyse, d’élaboration de politiques publiques et de recherche universitaire.

## Histoire
La base de données mondiale des marques a été officiellement lancée en 2011. Elle a été conçue pour fournir une plate-forme unique pour la recherche et la récupération d'enregistrements de marques à partir de diverses bases de données nationales et internationales. Elle a rapidement hébergé 10 millions d'entrées. En 2017, la base de données proposait 30 millions d'entrées. Au cours des années suivantes, la base de données a continué d’évoluer et d’étendre ses fonctionnalités pour répondre aux demandes croissantes des utilisateurs de marques.
En 2019, l’OMPI a annoncé que la base de données pourrait être utilisée pour rechercher des marques figuratives basées sur une nouvelle technologie d’intelligence artificielle.

## Caractéristiques et fonctionnalités
La base de données mondiale des marques offre une gamme de fonctionnalités et d’outils pour aider les utilisateurs à rechercher et à explorer les informations sur les marques. Certaines fonctionnalités clés incluent :
Couverture étendue
La base de données donne accès à une vaste collection d'enregistrement de marques provenant d'offices de marques nationaux et internationaux. Elle couvre les marques enregistrées dans le cadre du système de Madrid pour l'enregistrement international des marques, les emblèmes selon l'article 6ter  et les indications géographiques selon l'arrangement de Lisbonne, les DCI (dénominations communes internationales) de l'OMS, la collection de l'EUIPO, ainsi que les offices nationaux des marques de différents pays. Les utilisateurs peuvent rechercher des marques déposées dans plusieurs juridictions, ce qui en fait une ressource précieuse pour la protection des marques à l'échelle mondiale.
Interface de recherche multilingue
La base de données mondiale des marques prend en charge plusieurs langues, permettant aux utilisateurs d'effectuer des recherches à l'aide de mots-clés, de noms de marques, de noms de propriétaires et d'autres critères pertinents dans la langue choisie. Cette capacité multilingue permet aux utilisateurs de rechercher des marques en utilisant une terminologie locale ou internationale, améliorant ainsi la facilité d'usage de la base de données. Le site fonctionne en anglais, français, chinois, arabe, russe et espagnol.
Options de recherche avancées
Les utilisateurs peuvent utiliser des options de recherche avancées pour affiner leurs requêtes et récupérer des enregistrements de marques spécifiques. La base de données propose différents filtres de recherche, notamment la classe de marque, le statut, le nom du propriétaire et la date de dépôt, entre autres. Ces filtres aident les utilisateurs à affiner leurs recherches et à localiser plus efficacement les marques pertinentes.
Recherche d'images
L’une des caractéristiques notables de la base de données mondiale des marques est sa capacité de recherche d’images. Les utilisateurs peuvent télécharger une image ou un logo et effectuer une recherche d’image inversée pour trouver des marques similaires ou identiques. Cette fonctionnalité est particulièrement utile pour les professionnels et propriétaires de marques pour identifier les violations potentielles de marques.
Informations détaillées sur la marque
Les utilisateurs peuvent accéder à des informations complètes sur les marques via la base de données mondiale des marques. Chaque enregistrement de marque fournit des détails tels que le nom de la marque, le nom et l'adresse du propriétaire, les dates d'enregistrement et d'expiration, les informations de classe, le statut et les documents associés. Les utilisateurs peuvent consulter le statut juridique de la marque et télécharger les documents pertinents pour une analyse et une référence plus approfondies.

## Accord de Madrid
Le système de Madrid, également connu sous le nom de Protocole de Madrid, est le principal système international qui facilite l’enregistrement des marques dans différentes juridictions à travers le monde. Il a été créé conformément aux traités multilatéraux : l’Accord de Madrid sur l’enregistrement international des marques de 1891 et le Protocole relatif à l’Accord de Madrid de 1989, qui, depuis 2016, constitue le seul traité régissant le système.  
Le système de Madrid, administré par l’Organisation mondiale de la propriété intellectuelle (OMPI), est le moyen le plus largement utilisé pour la protection internationale des marques. Il permet aux entreprises d’obtenir la protection de leurs marques dans plus de 130 pays membres en déposant une seule demande.
Le système de Madrid est un système centralisé permettant d’obtenir plusieurs enregistrements de marques dans différentes juridictions ; il ne crée pas un enregistrement unifié unique dans plusieurs juridictions, comme c’est le cas avec le système des marques de l’Union européenne. Au lieu de cela, les demandeurs déposent une seule demande internationale d’enregistrement de marque et paient un ensemble unique de taxes pour demander la protection dans un ou tous les pays membres du système; chaque pays a le droit de traiter la demande à sa discrétion. Une fois que l’office des marques d’un pays donné accorde la protection, la marque est protégée dans cette juridiction comme si elle avait été enregistrée par cet office.  
Le système de Madrid est géré par le Bureau international de l’Organisation mondiale de la propriété intellectuelle (OMPI) à Genève, Suisse. En mai 2025, le système de Madrid comprend 115 membres issus de 131 pays; connus ensemble sous le nom d’Union de Madrid, ils représentent plus de 80 % du commerce mondial.	